# Destiny (Idaly)
Destiny is een lied van de Nederlandse rapper en producer Idaly in samenwerking met de Nederlandse rapper Adje. Het werd in 2022 als single uitgebracht en stond in hetzelfde jaar als tweede track op de ep Parels van Amsterdam van Idaly.

## Achtergrond
Destiny is geschreven door Denzel van Gemert, Idaly Faal en Julmar Simons en geproduceerd door Idaly en Denna. Het is een nummer dat past in het genre nederhop. Het lied komt voort uit een samenwerking van Idaly met voetbalclub Ajax. Ajax ging een documentaire maken waarin voetballers Devyne Rensch, Jurriën Timber en Ryan Gravenberch voor een seizoen werden gevolgd. Deze documentaire kreeg de naam AJAX: Parels van Amsterdam. Voor deze documentaire werd Idaly door de club benaderd om een soundtrack te maken, nadat de rapper door de drie voetballers zelf aan de club werd aanbevolen. Vervolgens ging de rapper naar de club toe om met de voetballers te overleggen wat ze in de soundtrack terug wilden horen. Destiny is dus geïnspireerd door de ervaringen van de drie voetballers. 
Destiny gaat over het lot en het bewandelen van de juiste route. In het lied komt naar voren dat hard werken en toewijding de sleutel naar succes zijn. Idaly vergeleek het nummer met de weg van de voetballers vanuit de jeugdopleiding van Ajax naar het eerste team. Zo hebben ze soms te maken gehad met tegenslagen zoals blessures en hebben ze vele opofferingen moeten maken, zoals het niet naar feestjes gaan. Echter doen ze dit voor een mooi doel; het voetballen in het eerste team van Ajax. 
In de bijbehorende videoclip zijn Idaly en Adje te zien in en rondom de Johan Cruijff ArenA. Verder worden enkele beelden van Rench, Timber en Gravenberch tijdens wedstrijden van Ajax getoond. Idaly vertelde hierover dat het opnemen van de clip een ervaring was waar hij enkel van had kunnen dromen, vooral omdat hij, zijn familie en zijn omgeving allen grote fans van de club zijn. Verder noemde hij dat hij ook na het uitbrengen van de single nog vaak contact had met de voetballers en ze elkaar steunen. 
Het was niet de eerste hit die Idaly met Adje had. Eerder werkten ze al samen op 1995. 

## Hitnoteringen
De artiesten hadden bescheiden succes met het lied in Nederland. Het stond op de 52e plaats van de Single Top 100 in de twee weken dat het in deze hitlijst te vinden was. De Top 40 en haar Tipparade werden niet bereikt.